# Binté
Binté är en ort i Burkina Faso.   Den ligger i regionen Sud-Ouest, i den sydvästra delen av landet, 290 kilometer sydväst om huvudstaden Ouagadougou. Binté ligger 325 meter över havet och antalet invånare är 283.
Terrängen runt Binté är platt. Runt Binté är det glesbefolkat, med 15 invånare per kvadratkilometer.. Närmaste större samhälle är Safia, 17,3 kilometer väster om Binté.
Omgivningarna runt Binté är huvudsakligen savann.